# Obština Opaka
Obština Opaka (bulharsky Община Опака) je bulharská jednotka územní samosprávy v Tărgovišťské oblasti. Leží ve středním Bulharsku mezi vysočinami Dolnodunajské nížiny a Předbalkánem. Správním střediskem je město Opaka, kromě něj zahrnuje obština 5 vesnic. Žije zde přes 6 tisíc stálých obyvatel.

## Sídla
Všechna sídla v obštině jsou samosprávná.
| - Gărčinovo - Goljamo Gradište - Gorsko Ablanovo | - Krepča - Ljublen - Opaka (sídlo správy) |

## Sousední obštiny
| Růžice kompasu | Ivanovo       | Dve Mogili | Car Kalojan | Růžice kompasu |
| Růžice kompasu | Sever         |            |             | Růžice kompasu |
| Růžice kompasu | Obština Opaka |            |             | Růžice kompasu |
| Růžice kompasu | Jih           |            |             | Růžice kompasu |
| Růžice kompasu |               | Popovo     |             | Růžice kompasu |

## Obyvatelstvo
V obštině žije 6 180 stálých obyvatel a včetně přechodně hlášených obyvatel 7 415. Podle sčítáni 1. února 2011 bylo národnostní složení následující:
- Turci: 3 858 (72.7 %)
- Bulhaři: 1 433 (27.0 %)
- Romové: 4 (0.1 %)
- ostatní: 13 (0.2 %)